# Воейков, Николай Васильевич
Николай Васильевич Воейков  (6 (18) ноября 1832 — 26 сентября (8 октября) 1898) — генерал от кавалерии и обер-камергер из рода Воейковых.

## Биография
Происходил из рода, владевшего значительными имениями в Тамбовской губернии. Родился 6 (18) ноября 1832 года в семье известного коннозаводчика Василия Петровича Воейкова. Образование получил в Школе гвардейских подпрапорщиков и кавалерийских юнкеров, которую окончил по первому разряду. 
В службу вступил в 1851 году корнетом в Кавалергардский Её Величества полк. В 1858 году назначен полковым адъютантом, а в 1860 году флигель-адъютантом к Александру II. В 1862 году отчислен от фронта в свиту Его Величества. В 1864 году назначен старшим адъютантом управления Императорской главной квартирой и собственного Его Величества конвоя. В том же году занял должность управляющего делами Императорской главной квартиры и собственного Его Величества конвоя.
В 1876 году назначен генерал-адъютантом к Его Императорскому Величеству, с оставлением в настоящей должности. В 1883 году с преобразованием управления Императорской главной квартиры в канцелярию Императорской главной квартиры, назначен помощником командующего Императорской главной квартирой. 
В 1895 году назначен обер-камергером Двора Его Императорского Величества, с отчислением от должности помощника командующего Императорской главной квартирой. 
Скончался в Париже от паралича сердца 26 сентября (8 октября) 1898 года. Похоронен на Тихвинском кладбище Александро-Невской лавры. 
По оценке его недоброжелателя А. А. Половцова, Воейков был «пустая, узкая, подобострастная, мелкая личность: осторожность, хитрость, скупость, себялюбие, низкопоклонничество, перемежающееся с чванством, были отличительными его чертами». 
- Корнет (07.08.1851)
- Поручик (01.07.1853)
- Штабс-ротмистр (23.04.1859)
- Ротмистр (01.07.1859)
- Флигель-адъютант (1860)
- Полковник (30.08.1862)
- Генерал-майор (30.08.1869) с зачислением в Свиту
- Генерал-адъютант (1876)
- Генерал-лейтенант (30.08.1879)
- Генерал от кавалерии (30.08.1893)

- Орден Святого Станислава 3 ст. (1858)
- Орден Святой Анны 3 ст. (1860)
- Орден Святого Станислава 2 ст. (1862)
- Орден Святого Владимира 4 ст. (1864)
- Орден Святой Анны 2 ст. (1866)
- Орден Святого Владимира 3 ст. (1869)
- Орден Святого Станислава 1 ст. (1871)
- Орден Святой Анны 1 ст. (1873)
- Орден Святого Владимира 2 ст. с мечами (1877)
- Орден Белого Орла (1882)
- Орден Святого Александра Невского (1886)
- Алмазные знаки к Ордену Святого Александра Невского (1889)
- Знак отличия за XL лет беспорочной службы (1893)

иностранные:
- Шведский Орден Меча 2 ст. со звездой (1867)
- Греческий Орден Спасителя 2 ст. со звездой (1867)
- Турецкий Орден Османие 2 ст. (1867)
- Французский Орден Почетного Легиона 2 ст. (1867)
- Гессен-Дармштадтский Орден Людвига 2 ст. (1867)
- Прусский Орден Красного Орла 2 ст. (1867)
- Вюртембергский Орден Вюртембергской Короны 2 ст. (1867)
- Итальянский Орден Святых Маврикия и Лазаря 2 ст. (1867)
- Баварский Орден Святого Михаила 1 ст. (1868)
- Вюртенбергский Орден Фридриха 2 ст (1868)
- Гессен-Дармштадтский Орден Филиппа Великодушного 2 ст. со звездой (1868)
- Черногорский Орден Данило I 1 ст. (1869)
- Гогенцоллерн-Зигмарингенский орден почетного креста (1870)
- Прусский Орден Красного Орла 2 ст. со звездой (1870)
- Саксен-Веймарский Орден Белого сокола 1 ст. (1870)
- Вюртенбергский Орден Фридриха 1 ст. (1871)
- Прусский Орден Красного Орла 2 ст. со звездой, украшенный бриллиантами (1872)
- Австрийский Орден Франца Иосифа 1 ст. (1872)
- Гессен-Дармштадтский Орден Филиппа Великодушного 1 ст. (1873)
- Саксен-Кобург-Готский Орден Эрнестинского Дома 2 ст. со звездой (1874)
- Австрийский Орден Железной короны 1 ст. (1874)
- Бельгийский Орден Леопольда I 2 ст. (1874)
- Саксонский Орден Альбрехта 1 ст. (1874)
- Мекленбург-Шверинский Орден Вендской Короны 1 ст. (1876)
- Румынский Орден Звезды Румынии 2 ст. (1877)
- Персидский Орден Льва и Солнца 1 ст. (1878)
- Прусский Орден Красного Орла 1 ст. (1879)
- Французский Орден Почетного Легиона 2 ст. со звездой (1879)
- Баденский Орден Бертольда I (1883)
- Баденский Орден Церингенского льва 1 ст. (1883)
- Болгарский Орден «Святой Александр» 1 ст. (1884)
- Австрийский Орден Леопольда 1 ст. (1884)
- Бриллиантовые знаки к прусскому Ордену Красного Орла 1 ст. (1888)
- Сербский Орден Таковского креста 1 ст. (1891)
- Шведский Орден Меча 1 ст. (1892)
- Бухарский Орден Благородной Бухары с алмазами (1893)
- Гессен-Дармштадтский Орден Людвига 1 ст. (1895)

## Семья
Жена (с 16 февраля 1864 года) — княжна Варвара Владимировна Долгорукова (23.01.1840—1909), фрейлина двора (23.03.1858), дочь князя Владимира Андреевича Долгорукова от брака его с известной своим колоссальным богатством княжной Варварой Васильевной Долгоруковой. Родилась в Петербурге, крещена 7 февраля 1840 года в Казанском соборе при восприемстве княгини Е. Ф. Долгоруковой и дяди В. А. Долгорукова. Венчание ее было в Придворной церкви Зимнего дворца. Говорили, что свадьба состоялась после того, как Воейкову три раза отказывали, и княжна вышла за него, потому что никто другой не сватался. Через этот брак Воейков получил весьма большое приданое и сделал успешную карьеру. Их дети:
- Василий (20.11.1864[4]—28.02.1898[5]), крестник  князя В. А. Долгорукова и М. В. Нарышкиной; камер-юнкер, умер в Галле от остановки сердца.
- Александр (1865—1942), выпускник Пажеского корпуса, генерал-майор. Женат (с 1887) на фрейлине светлейшей княжне Марии Владимировне Голицыной (1860—1933). В эмиграции жил во Франции, затем в Швеции. Похоронен рядом с женой на кладбище Сент-Женевьев-де-Буа. В браке имели дочь Татьяну (замужем за Поповым) и сына Владимира (1903—1940).
- Владимир (1868—1947), генерал-майор Свиты.
- Мария (27.07.1877[6]—?), фрейлина двора (1896), замужем за бароном Евгением Станиславовичем фон Нолькен.